# Diguetia imperiosa
Diguetia imperiosa är en spindelart som beskrevs av Willis J. Gertsch och Stanley B. Mulaik 1940. Diguetia imperiosa ingår i släktet Diguetia och familjen Diguetidae. Inga underarter finns listade i Catalogue of Life.